# Lester Etien

a Compétitions nationales et continentales officielles uniquement.

b Matchs officiels uniquement.
Dernière mise à jour le 28 novembre 2024.
Lester Etien, né le 21 juin 1995 à Créteil (Val-de-Marne), est un joueur international français de rugby à XV qui joue principalement au poste d'ailier. Il évolue au Stade français en Top 14 depuis 2018.

## Biographie
Lester est issu d'une famille guadeloupéenne. Ayant grandi à Creteil, il commence le rugby pendant la saison 2009-2010 au club de rugby de Maisons-Alfort,, alors qu'il joue au foot de manière assidue depuis ses 6 ans.

### Débuts à Massy
Passé au RC Massy après seulement trois saisons de rugby en club, il joue ses premiers matchs en équipe première à la fin de la saison 2014-2015, où il joue notamment avec Sekou Macalou et Judicaël Cancoriet, joueurs dont il reste proche après leur départ de Massy en 2015.
Contrairement à ses anciens coéquipiers, Lester reste à Massy malgré le retour du club en Fédérale 1, où il joue en tout 4 saisons. S'affirmant d'abord en Fédérale pour devenir ensuite un des éléments clés de son équipe lors du retour en Pro D2,, où ses performances sont remarquées, il attire la convoitise des grands clubs de Top 14.

### Confirmation au Stade français
Il signe finalement en 2018 au Stade français, après un parcours massicois riche de 50 matchs pour 50 points marqués en professionnel.
Auteur d'un début de saison compliqué avec le club parisien en 2018, il trouve ensuite une place de titulaire régulier dans le XV de son équipe dès la mi-saison.
En 2020, il est appelé pour la première fois dans le groupe de l'équipe de France pour préparer le Tournoi des Six Nations à la suite de la prise de fonction du nouveau sélectionneur Fabien Galthié. Blessé, il quitte le groupe après le premier match gagné contre l'Angleterre (24-17) auquel il n'a pas participé.
Après cette saison 2019-20 interrompue précocement en raison du covid, Etien reprend la saison suivante tambour battant, avec six essais en dix matchs, au sein d'un Stade français qui joue à nouveau les premières places du Top 14, sous l'égide d'un Gonzalo Quesada qui vient de rentrer au club.
À l'issue de la saison 2023-2024, au mois de juin, il est retenu en équipe de France dans une liste de trente-deux joueurs pour préparer la tournée d'été en Argentine. Cette liste est marquée par l'absence des cadres habituels et la présence de nombreux joueurs sans sélections. Il honore sa première sélection lors du premier match de la tournée face à l'Argentine.

## Statistiques internationales
| Année | Compétition | Matchs | Points | Essais |
| ----- | ----------- | ------ | ------ | ------ |
| 2024  | Test matchs | 2      | -      | -      |
| Total | Total       | 2      | 0      | 0      |